# Шаланда, Алексей Иванович
Алексе́й Ива́нович Шала́нда (бел. Аляксей Іванавіч Шаланда; род. 31 мая 1969, Гродно) — белорусский историк, специалист по геральдике Великого княжества Литовского. Кандидат исторических наук (2000).

## Биография
Родился в 1969 году в Гродно. Окончил в 1993 году Гродненский государственный университет им. Янки Купалы, во время преподавания в Гродненском государственном аграрном университете в 2000 году защитил диссертацию на тему геральдики шляхетских и магнатских родов ВКЛ.
С 2008 года работал в Институте истории Академии наук Беларуси. Возглавлял сектор геральдики и нумизматики отдела специальных исторических наук и информационно-аналитической работы (2010−2012), являлся заведующим отделом специальных исторических наук и информационно-аналитической работы (2012−2015). С 2015 года — заведующий отделом генеалогии, геральдики и нумизматики Института истории Национальной академии наук Беларуси.
Осенью 2020 года Алексей Шаланда предоставил заключение по бело-красно-белому флагу по запросу для судебного дела, в котором утверждал, что этот флаг является национальным символом белорусского народа. В результате руководство Института истории решило не продлевать контракт с учёным.

## Научная и издательская деятельность
Научные интересы: геральдика, сфрагистика, вексиллология ВКЛ; генеалогия магнатских родов ВКЛ; белорусская медиевистика.
Автор свыше 170 научных работ, основатель серии книг про известные белорусские магнатские роды (Genus Albaruthenica), в рамках которой уже вышли книги о Радзивиллах, Ильиничах, Воловичах, Друцких-Горских.
Издатель и редактор белорусского геральдического журнала «Герольд Litherland» (2001—2002).

### Диссертация
- Шаланда А. І. Шляхецкая геральдыка Беларусі ў другой палове XVI-XVIII ст. : автореф. дис. … канд. гіст. навук : 07.00.09 / А. І. Шаланда ; Нацыянальная акадэмія навук Беларусі, Ін-т гісторыі. — Мінск, 2000. — 17 с.

### Монографии
- Шаланда А. Сімвалы і гербы зямель Беларусі ў Х–ХVІІІ ст. : геральдычна-сфрагістычныя нарысы. — Мн.: Беларуская навука, 2012. — 182 с.
- Шаланда А. Таямнічы свет беларускіх гербаў. Шляхецкая геральдыка Вялікага княства Літоўскага. Мн.: Выдавец А.М. Янушкевіч, 2014. — 220 c.
- Шаланда А. Код Францішка Скарыны. Геральдычныя матэрыялы ў пражскіх і віленскіх выданнях беларускага першадрукара. Мн.: Беларуская навука, 2017. — 175 с.

### Разделы в коллективных монографиях
- Валовічы ў гісторыі Вялікага княства Літоўскага XV - XVIII стст. / Цэнтр генеалагічных даследаванняў, Установа "Музей "Замкавы комплекс "Мір" ; навук. рэд. А. І. Шаланда ; склад. А. М. Янушкевіч. — Мінск : Медысонт, 2014. — 507 с. — (Unus pro omnibus). — ISBN 978-985-7085-36-1
- Род Іллінічаў у Вялікім Княстве Літоўскім у XV ― XVI стст.: радавод, гербы, уладанні / Р. А. Аляхновіч, С. А. Рыбчонак, А. І. Шаланда. — Мір : Музей «Замкавы комплекс «Мір», 2015. — 370 с.
- Князі Друцкія-Горскія ў Вялікім Княстве Літоўскім у XV―XVIII стст. / В. У. Галубовіч, С. А. Рыбчонак, А. І. Шаланда. - Мір : Музей «Замкавы комплекс «Мір», 2016. — 394 с.
- Валовічы герба «Багорыя» / А. І. Шаланда, Г. М. Брэгер, А. Ф. Вашкевіч [и др.] ; навуковы рэдактар: А. І. Шаланда ; Нацыянальная акадэмія навук Беларусі, Інстытут гісторыі. — Мінск : Беларуская навука, 2019. — 292 с.
- Чорная дама з Мірскага замка. Княгіня Ганна Кацярына з Сангушкаў Радзівіл (1676–1746) / Галубовіч В.У., Рыбчонак С.А., Шаланда А.І.; навук. рэд. А.І. Шаланда. – Мір: Музей «Замкавы комплекс «Мір», 2020. – 452 с.: іл.
- Vācieši Latgales teritorijā 16. gs. – 20. gs. sākumā: vēsture un recepcija. (Red. Alīna Romanovska). Kolektīvā zinātniskā monogrāfija. Daugavpils: Daugavpils Universitāte, 2022, 288 lpp.